# Círculo do Pacífico

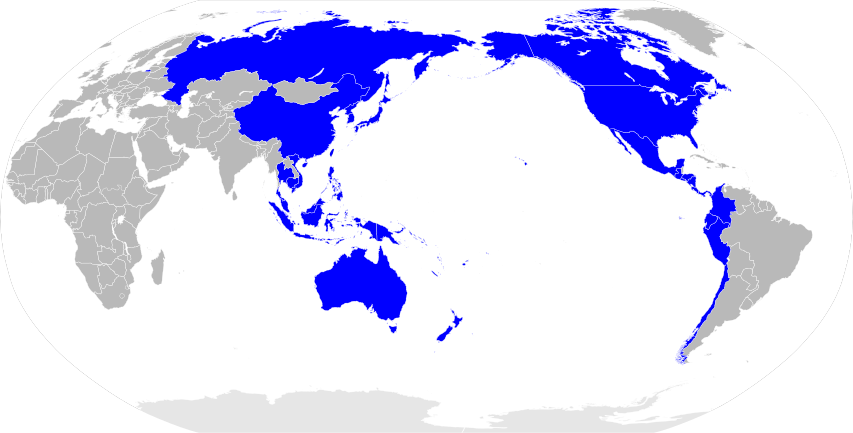
Países do Círculo do Pacífico.

O Círculo do Pacífico (também conhecido pelo termo em inglês, Pacific Rim) se refere a locais do litoral do Oceano Pacífico. O termo  "Pacific Basin (Bacia do Pacífico)" inclui o Pacific Rim e as ilhas do Oceano Pacífico.  O “Pacific Rim” praticamente se sobrepõe à área geológica do  Círculo de fogo do Pacífico (ou Anel de Fogo do Pacífico).

## Países
Esta lista apresenta os países que são geralmente considerados como formadores do Círculo do Pacífico por terem litoral no Oceano Pacífico.
| - Ásia Oriental - Rússia - Japão - Coreia do Norte - Coreia do Sul - China - Hong Kong - Macau - Taiwan - Sudeste Asiático - Vietname - Camboja - Tailândia - Malásia - Singapura - Brunei - Indonésia - Filipinas - Timor-Leste | - Oceânia (Teoria constitutiva do Estado) - Austrália - Palau - Estados Federados da Micronésia - Papua-Nova Guiné - Ilhas Salomão - Nauru - Ilhas Marshall - Vanuatu - Nova Zelândia - Tuvalu - Fiji - Kiribati - Tonga - Samoa - Niue - Ilhas Cook | - Oceânia (Território dependente) - Estados e territórios da Austrália - Ilha Norfolk - Reino da Nova Zelândia - Toquelau - Departamentos e territórios ultramarinos da França - Nova Caledônia - Wallis e Futuna - Polinésia Francesa - Territórios Ultramarinos Britânicos - Ilhas Pitcairn - Área insular dos Estados Unidos - Marianas Setentrionais - Guam - Samoa Americana - Estados Unidos - Havaí - Chile - Ilha de Páscoa | - América do Norte - Canadá - Estados Unidos - México - América Central - Guatemala - El Salvador - Honduras - Nicarágua - Costa Rica - Panamá - América do Sul - Colômbia - Equador - Peru - Chile |

## Comércio
A orla do Pacífico contém 29 dos 50 maiores portos de trânsito de contêineres:
| - Coreia do Sul - Busan (5º) - Japão - Yokohama (36º) - Tóquio (25º) - Nagoya (47º) - Kobe (49º) - Taiwan - Kaohsiung (12º) - Hong Kong - Hong Kong (3º) | - China - Xangai (1º) - Shenzhen (4º) - Ningbo (6º) - Guangzhou (7º) - Qingdao (8º) - Tianjin (10º) - Xiamen (19º) - Dalian (21º) - Lianyungang (30º) - Yingkou (34º) | - Filipinas - Manila (37º) - Vietname - Saigon (28º) - Tailândia - Laem Chabang (22º) - Malásia - Porto de Klang (13º) - Tanjung Pelepas (16º) - Singapura - Singapura (2º) | - Indonésia - Jacarta (24º) - Surabaya (38º) - Canadá - Vancouver (50º) - Estados Unidos - Los Angeles (17º) - Long Beach (18º) - Seattle/Tacoma (48º) - Panamá - Balboa (43º) |

## Organizações do Pacific Rim
Várias organizações intergovernamentais e ONGs de pesquisa e educação têm seu foco no “Pacific Rim”, tais como o East-West Center e o Institute of Asian Research. Além disso, os exercícios militares RIMPAC da Marinha dos Estados Unidos são aí feitos sob coordenação do Comando Norte Americano do Pacífico.

## Diversidade cultural
Uma enorme diversidade cultural está representada ao longo do Pacific Rim, indo dos Mapuchse do Chile aos Inuítes do Alasca, aos Han) da China, aos aborígines australianos e a muitas outras culturas e grupos étnicas além dessas que vivem  ao longo desse anel que circunda o Oceano Pacífico e essas diversidade leva à existência muitas linhas de marinha mercante em todas as latitude desse vasto oceano.